# Teretrura shannoni
Teretrura shannoni är en tvåvingeart som beskrevs av Malloch 1933. Teretrura shannoni ingår i släktet Teretrura och familjen Pyrgotidae. Inga underarter finns listade i Catalogue of Life.